# Rubidiumnitrat
Rubidiumnitrat ist das Rubidiumsalz der Salpetersäure.

## Darstellung (Herstellung)
Rubidiumnitrat kann durch Salzbildungsreaktion mit Salpetersäure aus Rubidiumhydroxid oder auch aus elementarem Rubidium hergestellt werden:
{\displaystyle {\ce {RbOH + HNO3 -> RbNO3 + H2O}}}
{\displaystyle {\ce {2Rb + 2HNO3 -> 2RbNO3 + H2 ^}}}

## Eigenschaften

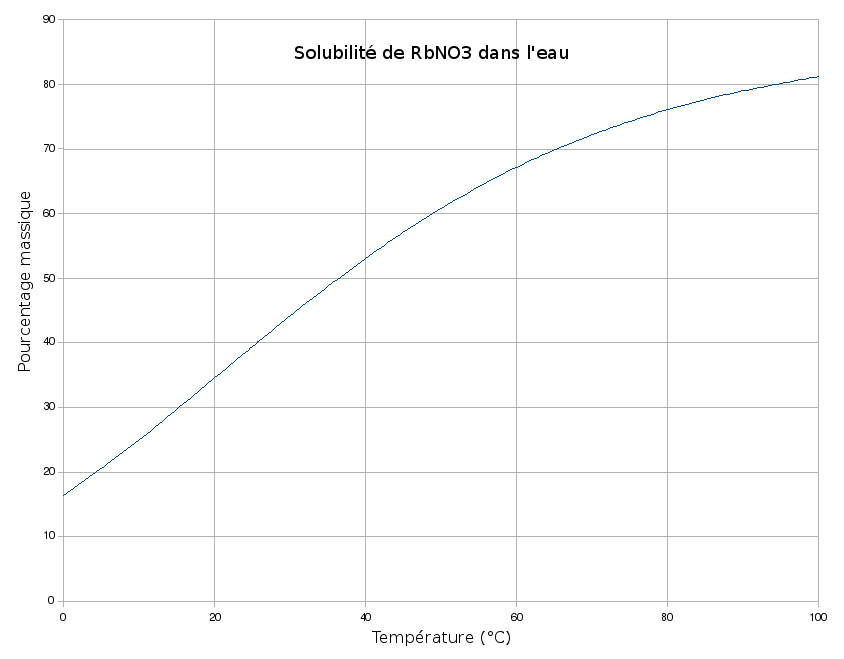
Löslichkeit von Rubidiumnitrat in Wasser

Rubidiumnitrat bildet bei Raumtemperatur farblose, stark hygroskopische trigonale Kristalle und ist gut wasserlöslich. Der Brechungsindex der Kristalle beträgt nD = 1,524.
| Gitterkonstanten der Modifikationen von Rubidiumnitrat |                        |                |                |        |        |        |   |   |
| Bezeichnung                                            | Temperaturbereich [°C] | Kristallsystem | Raumgruppe     | a [pm] | b [pm] | c [pm] | β | Z |
| RbNO3 – IV                                             | < 164                  | trigonal       | P31 (Nr. 144)  | 1047   | -      | 745    | – | 4 |
| RbNO3 – III                                            | 164 – 220              | kubisch        | Pm3m (Nr. 221) | 440    | -      | -      | – | 1 |
| RbNO3 – II                                             | 220 – 291              | rhombisch      | R3m (Nr. 160)  | 548    | -      | 1071   | – |   |
| RbNO3 – I                                              | > 291                  | kubisch        | Fm3m (Nr. 225) | 732    | -      | -      | – | 4 |

Es weist eine rotviolette Flammenfärbung auf. Es ist ein starkes Oxidationsmittel und zersetzt sich beim Erhitzen zu Rubidiumnitrit und Sauerstoff:
{\displaystyle {\ce {2RbNO3 -> 2RbNO2 + O2 ^}}}
Wenn man Rubidiumnitrat mit Salpetersäure behandelt, bilden sich die sauren Nitrate RbH(NO3)2 (Schmelzpunkt 62 °C) und RbH2(NO3)3 (Schmelzpunkt 39–46 °C).

## Verwendung
Entgegen anderslautender Meinungen wird Rubidiumnitrat nicht als Farbgeber in Feuerwerk verwendet. Rubidiumnitrat wird als Bestandteil von infrarot-emittierenden Leuchtmitteln zusammen mit anderen Alkalinitraten als Oxidationsmittel eingesetzt. Diese finden insbesondere im militärischen Bereich Verwendung, zum Beispiel in Form von Infrarot-Tarnnebeln und Infrarot-Flares.